# Casa de la Contratación de Indias

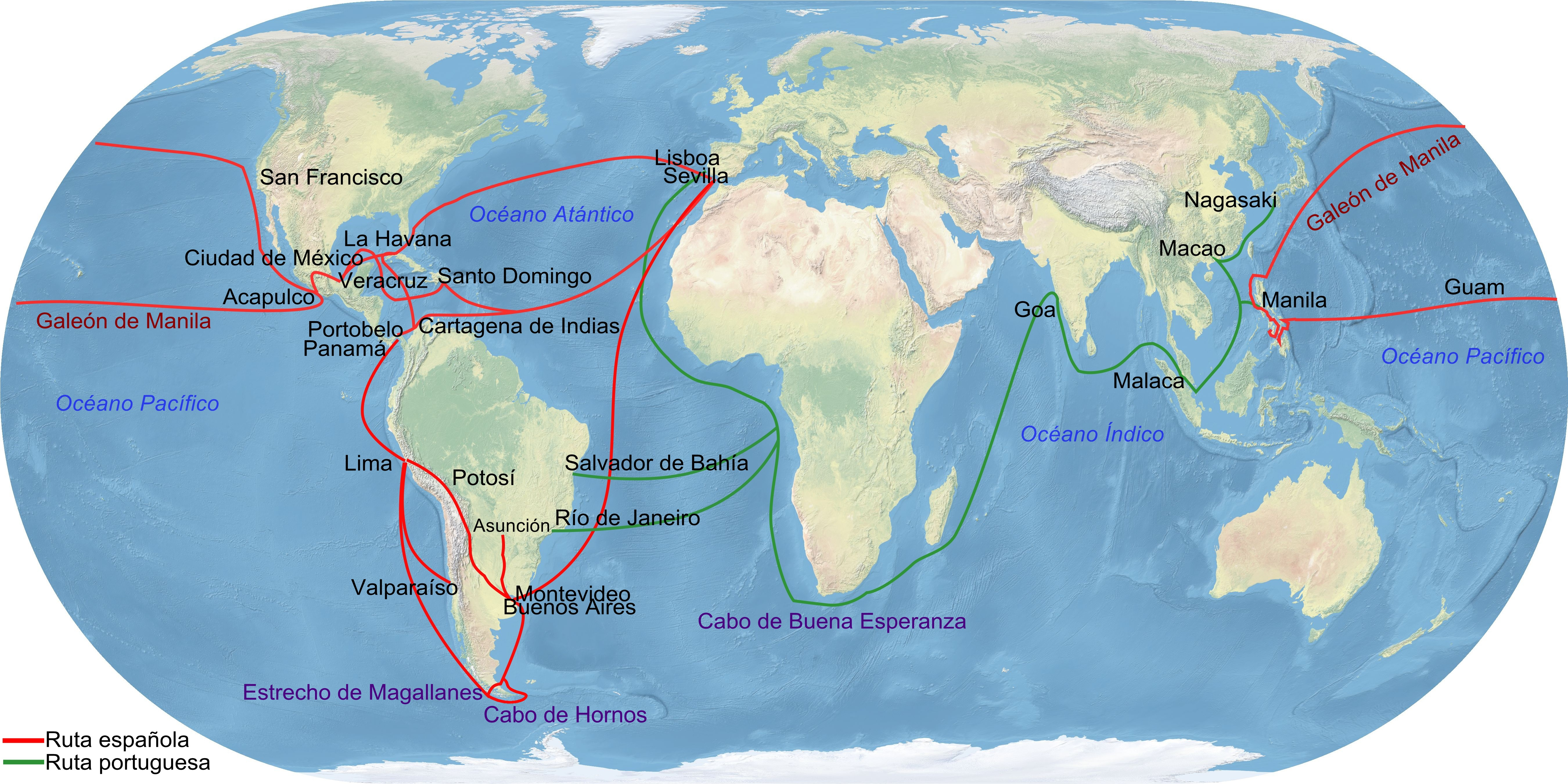
Principales rutas comerciales del Imperio español con las Indias.

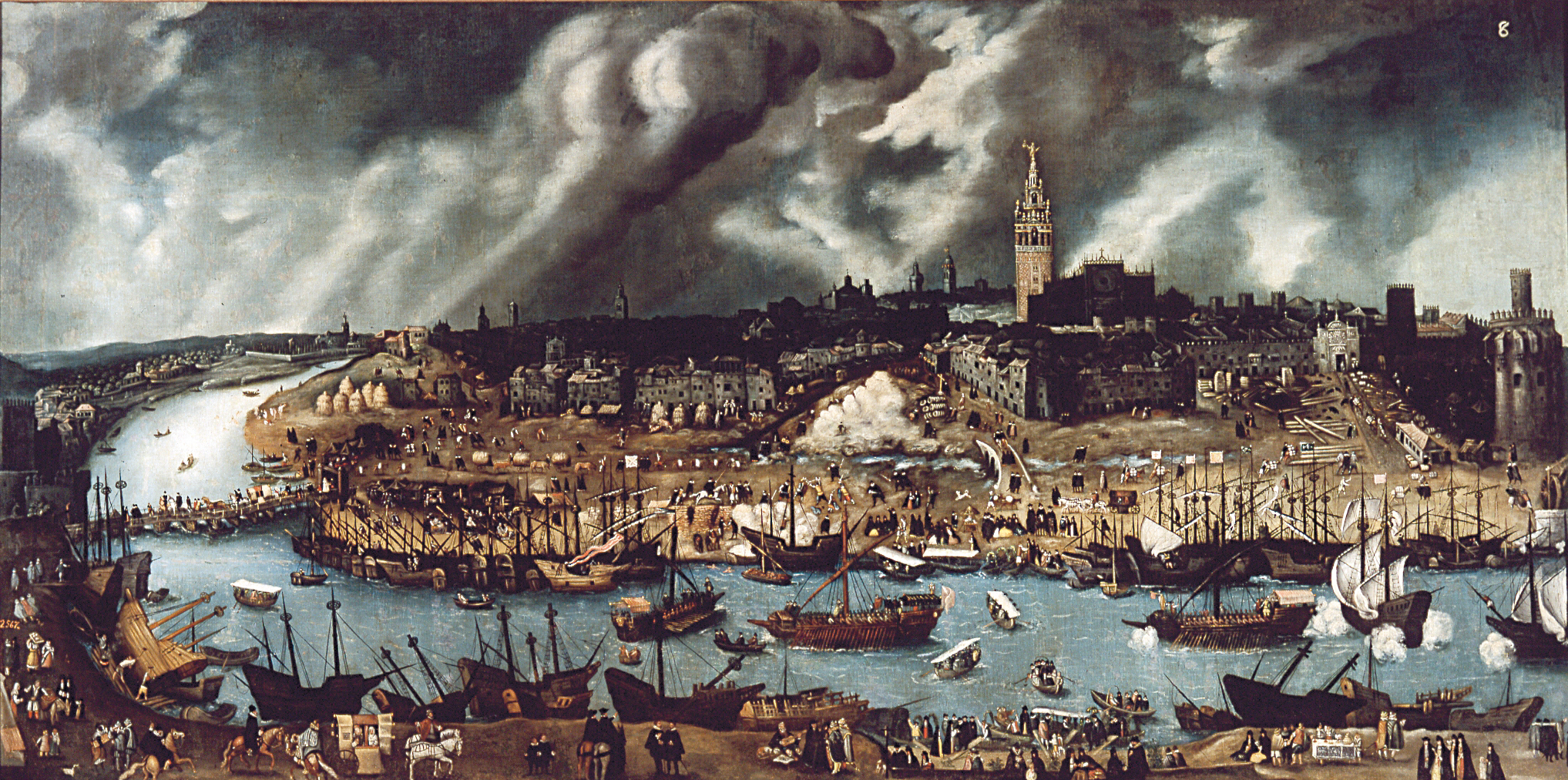
Sevilla en la segunda mitad del siglo, por Alonso Sánchez Coello. Museo de América de Madrid.

La Casa de la Contratación de Indias fue una institución de la Corona de Castilla que se estableció en Sevilla en 1503. Fiscalizaba todo lo relacionado con el comercio con las Indias, Canarias y Berbería, actuaba como escuela de pilotos y tenía funciones judiciales. Entre 1717 y 1790 tuvo su sede en Cádiz.
Entre las funciones de esta institución estaba la organización de las flotas, la supervisión de las condiciones de navegabilidad de los barcos, el control de lo correspondiente a la hacienda real, la confección de los registros de navíos, la concesión y registro de licencias de embarque, la administración de los bienes de los que fallecían en las Indias y la cartografía del Nuevo Mundo.
En el siglo XVI la Casa de la Contratación se encargó del capital destinado a financiar la protección de los buques mercantes, conocido como la avería. Entre finales del siglo XVI y la primera mitad del siglo XVII el asiento de avería estuvo controlado por un consulado de mercaderes.

## Origen y funciones

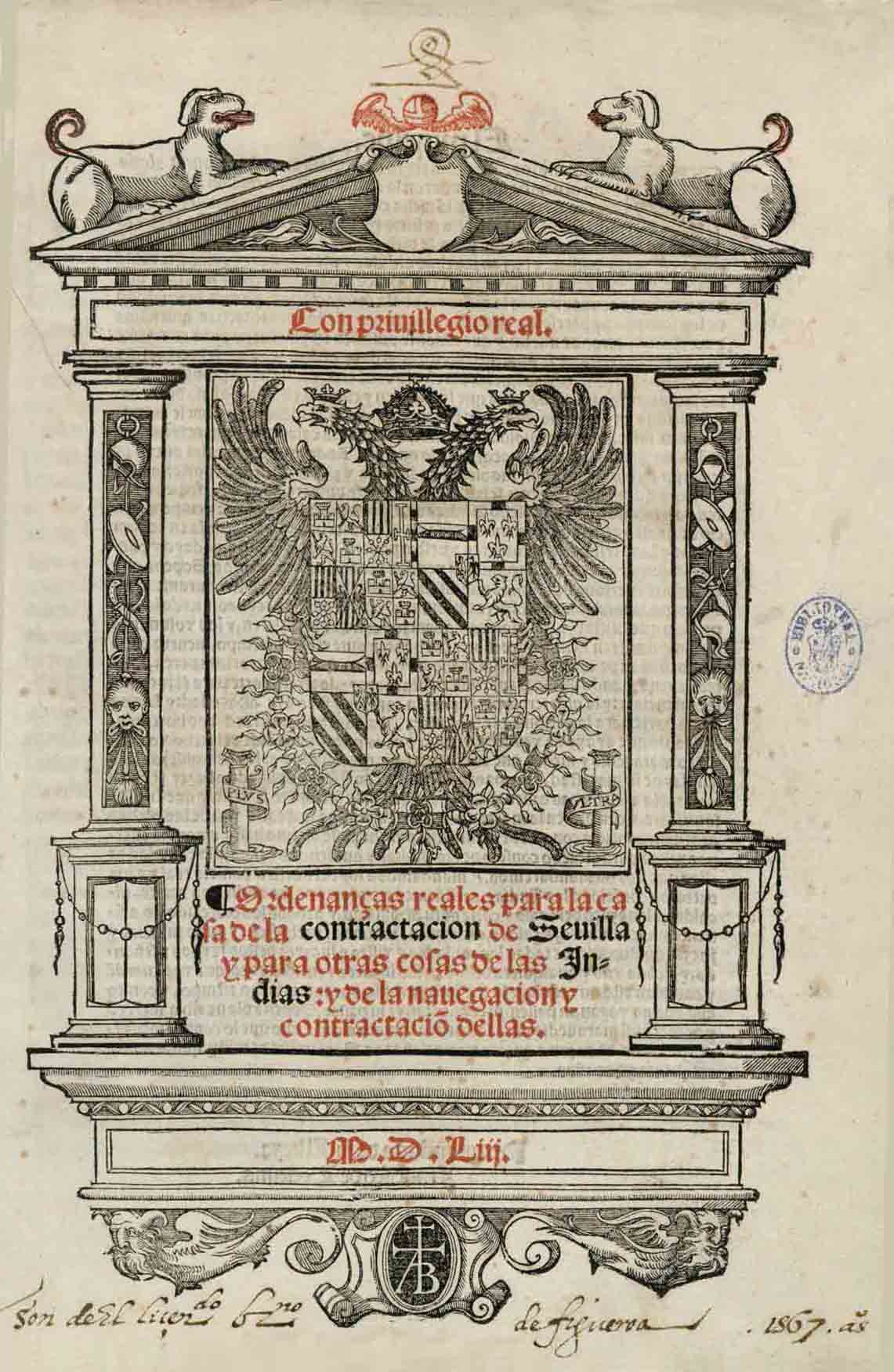
En noviembre de 1552 se dio autorización a Andrés de Carvajal para imprimir las ordenanzas a cambio de que entregara 50 a la Casa de la Contratación y a sus subalternos. En 1553 el sevillano Martín de Montesdoca realizó una tirada muy elevada de la que se conservan pocos ejemplares. Esta es la portada de la edición de 1553.

Desde el segundo viaje de Colón, en 1493, todos los asuntos concernientes al Nuevo Mundo habían estado en manos de Juan Rodríguez Fonseca, arcediano de la catedral de Sevilla, capellán y hombre de confianza de Isabel la Católica. Este clérigo más tarde sería promovido a las sedes episcopales de Badajoz, Palencia y Burgos. Sin embargo, diez años después se hacía patente que todos estos asuntos no podían estar en manos de una sola persona, por lo que se decide crear una institución colegiada que es la Casa de Contratación. Aunque Fonseca perdería ese poder unipersonal como superintendente, se mantendría en la corte con un cargo equivalente al de ministro de las colonias, como dice el historiador Clarence H. Haring, hasta que se crea el Consejo de Indias en 1524.
Desde mediados de 1502 existe constancia documental del proceso de creación de una Casa de Contratación y el historiador Ernesto Schaffër cree que pudo ser promovida en origen por el genovés Francisco Pinelo, por ser un vecino de Sevilla muy conocedor de los asuntos indianos.
El 20 de enero de 1503, Fernando e Isabel firman una Real Provisión en Alcalá de Henares por la que se aprueban las primeras 20 Ordenanzas para la Casa de Contratación de Sevilla, para las Indias, las islas Canarias y el África atlántica. Entre sus finalidades se especifica:

recoger y tener en ella, todo el tiempo necesario, cuantas mercaderías, mantenimientos y otros aparejos fuesen menester para proveer todas las cosas necesarias para la contratación de las Indias; para enviar allá todo lo que conviniera; para recibir todas las mercaderías y otras cosas que de allí se vendiese, de ello todo lo que hubiese que vender o se enviase a vender e contratar a otras partes donde fuese necesario.

El gobierno de la Casa estaría a cargo de tres oficiales reales: el factor, el tesorero y el contador-escribano, que fueron nombrados por Isabel la Católica por Real Cédula el 14 de febrero de 1503, firmada también en Alcalá de Henares. Tenían la misión de saber cuántas mercancías y barcos enviar a las Indias, y para ello debían mantener comunicación con otros oficiales reales que ya se encontraban allí y conocer las necesidades de los colonos, elegir a los capitanes y escribanos para los viajes, entregarles instrucciones por escrito y decidir qué mercancías comprar para llevar allí.
Para el cargo de tesorero fue nombrado el doctor Sancho Ortiz de Matienzo, natural del Valle de Mena, Burgos, letrado, buen jurista, canónigo de la catedral de Sevilla y que fue primer abad de Jamaica española (actual Jamaica) desde 1512 a propuesta de Fernando el Católico y que ejerció de su labor en la Casa hasta diciembre de 1521. El contador-escribano fue Jimeno de Briviesca, que era gran conocedor de los asuntos indianos por haber participado en los preparativos de los viajes de Colón, y que ocupó el cargo durante 7 años. El primer factor sería Francisco Pinelo, amigo personal de Colón y colaborador suyo y que ocupó el cargo hasta su muerte, en 1509.
Se decide que, aunque se pueden utilizar también barcos de la Corona, estos se pueden obtener también mediante requisa y arriendo a particulares. La Casa de Contratación tenía también una labor fiscalizadora, porque debía comprobar que las mercancías que llegaban a Sevilla eran las mismas que se habían embarcado en las Indias. A esos tres oficiales reales se les conocería posteriormente como jueces oficiales, para diferenciarse de los llamados jueces letrados que entrarían posteriormente. En 1508 se crea la figura del piloto mayor de las Indias, nombrando Fernando el Católico como primero con este cargo a Américo Vespucio. El piloto mayor debía ser un auténtico experto en navegación, ya que su misión consistía en la preparación y resultado de las expediciones, examinar y graduar a los pilotos y censurar las cartas e instrumentos de navegación. Para realizar sus funciones contaba con la ayuda de otros pilotos así como del cosmógrafo de la Casa. Américo Vespucio fue sucedido más tarde por Juan Díaz de Solís y Sebastián Caboto.
En 1509, Fernando el Católico pidió un informe detallado de todas las ordenanzas, instrucciones especiales, aranceles, etcétera, que operaban en la Casa para disponer de la redacción de unas nuevas ordenanzas. Las nuevas ordenanzas, de 36 capítulos, fueron expedidas en Monzón, el 15 de junio de 1510 y se completaron en 1511 con 17 artículos más.
Las Ordenanzas de 1510 son más extensas y minuciosas que las de 1503. Se especifican las horas de trabajo; se determinan los libros de registro que hay que llevar; se regula la emigración; se trata de las relaciones con mercaderes y navegantes; se dispone lo relativo a los bienes de los muertos en Indias (que a partir de 1550 serán administrados por el llamado Juzgado general de bienes de difuntos, presente en todas las Reales Audiencias indianas); y se le incorpora el matiz científico al incluirse dentro de la Casa de Contratación al piloto mayor ―creado en 1508―, encargado de examinar a los pilotos que desean hacer la carrera, y de trazar los mapas o cartas de navegación y el padrón real o mapa modelo del Nuevo Mundo, donde se iban registrando todos los descubrimientos, hasta 1519 en que se crea el puesto de cartógrafo. La Casa custodiaba la información náutica y la cartografía de manera secreta para evitar que la información cayera en manos de potencias extranjeras.
Ya en 1503 se estableció la existencia de un factor, un tesorero y un contador-escribano. Estos se reunían en la conocida como Sala de Audiencia, que decidía asuntos administrativos y judiciales, estos últimos con la asistencia de un asesor letrado. En 1583 se produjo una separación entre la Sala de Gobierno y la Sala de Justicia. La segunda contaba con dos jueces letrados, ampliándose en 1596 a tres.
A mediados del siglo XVI la Casa del Océano ―como le gustaba llamarla a Mártir de Anglería― era un organismo bien reglamentado, con capilla y cárcel propia. 
En 1557 se nombró al primer presidente de la institución, Juan Suárez de Carvajal, pero solo estuvo un año en el cargo y tras su mandato el puesto no se volvió a cubrir hasta 1579.
En 1552 la Casa contaba con 24 funcionarios. En 1687 este número había aumentado hasta los 110.
La llegada de navíos cargados de metales preciosos era fundamental para la Real Hacienda y para los particulares. Hubo períodos entre el siglo xvi y el xviii en los cuales se llegó a recibir 270 000 kg de plata y 40 000 kg de oro al año. El tesorero  de la Casa de la Contratación tenía el control de todo el oro, plata, perlas y piedras preciosas que llegaban de las Indias y que correspondiesen a la Real Hacienda. Este era custodiado en la Sala del Tesoro. El tesorero no podía emplear esos fondos en pagar nada sin permiso del rey, con excepción de salarios librados en la Casa que debían provenir de la Hacienda Real.
Las riquezas del Nuevo Mundo correspondientes a la Real Hacienda eran distribuidas mediante Reales Cédulas del Consejo de Indias y, desde 1557, también del Consejo de Hacienda.
En 1539 y 1552 se volvieron a reunir todas las leyes y disposiciones existentes en relación con la Casa de Contratación para ser publicadas. De la misma forma se volvieron a imprimir en 1585 y se convirtieron en la base del Libro Noveno de las Leyes de Indias.
El regreso de Juan Sebastián Elcano desde las islas de las especias en 1522, después de haber dado la vuelta al mundo, trajo consigo que Carlos I planease una nueva expedición a estas islas y que crease ese mismo año una institución específica: la Casa de Contratación de la Especiería. Esta tuvo su sede en La Coruña, por su cercanía geográfica con Flandes, para la distribución en los mercados de Inglaterra, Francia, Alemania, Escocia, Dinamarca y Noruega. La siguiente expedición a las islas de las especias tuvo lugar en 1525, siendo Juan Sebastián Elcano piloto mayor y con Jofre de Loaisa como capitán general de la Armada y gobernador general de las islas Molucas.
No obstante, tras el Tratado de Zaragoza de 1529 la Casa de la Especiería dejó de existir al haberse perdido ese mercado, que quedó en manos de Portugal por un acuerdo con respecto al Tratado de Tordesillas de 1494. Ese mismo año Carlos I permitió que los puertos La Coruña, Bayona, Avilés, Laredo, Bilbao, San Sebastián, Cartagena y Málaga podían exportar productos a las Indias, aunque los barcos de regreso debían pasar por Sevilla. En el reinado de Felipe II esos territorios de las Indias Orientales pasaron de nuevo a control español. En 1561 Felipe II ratificó a esos puertos su privilegio con la salvedad de que no podían transportar viajeros. En 1573 Felipe II revocó el permiso ya que los barcos que regresaban no pasaban por la Casa de Contratación de Sevilla, sino que pasaban por puertos portugueses o por otros.
En 1576 se creó en Sevilla una escuela de artilleros a cargo del artillero mayor Andrés de Espinosa, que dependía del Consejo de Indias. La formación y los exámenes tenían lugar en el seno de la Casa de la Contratación. La idea era dotar de artilleros los barcos de la Carrera de Indias. En 1577 también se habilitó para artilleros de tierra. Andrés de Espinosa murió en 1596. En 1600 el artillero mayor en Sevilla pasó a ser Andrés Muñoz "el Bueno". Las escuelas de artillería que había en Burgos, fundada en 1592, y en Sevilla fueron reformadas en el siglo XVII, cosa que al parecer fue perniciosa y llevó a afirmar al Consejo de Guerra en 1663 que había carencia de artilleros en España. La escuela de artillería sevillana continuó funcionando hasta 1681. Después, los cursos de artillería pasaron a impartirse en el colegio de marineros San Telmo.

## Sede

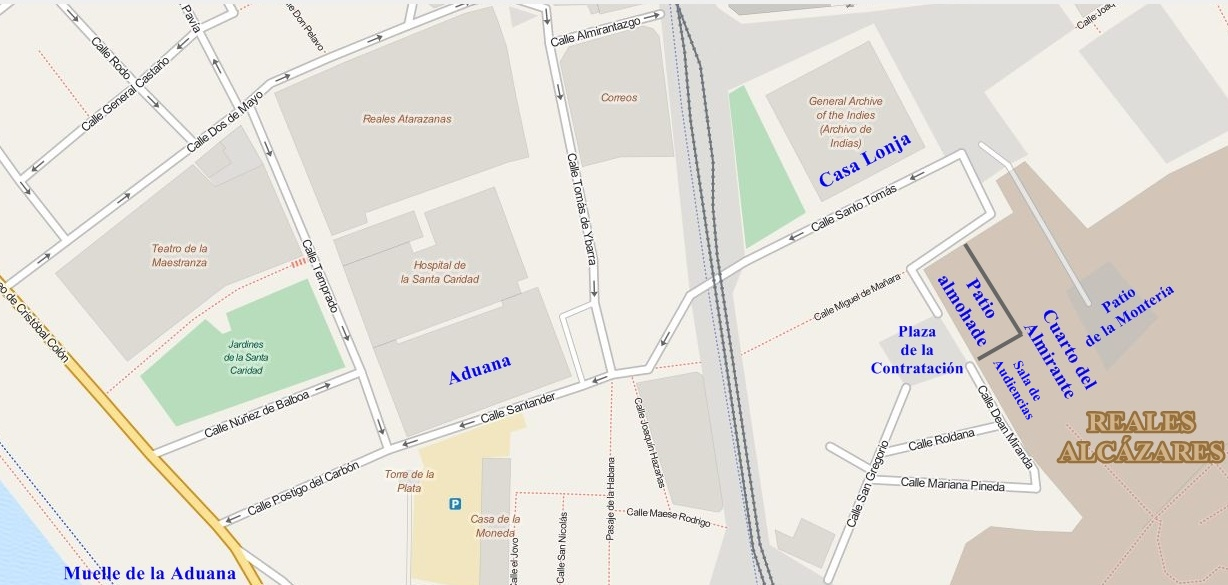
Plano con los elementos mencionados sobre la Casa de la Contratación en Sevilla

La elección de Sevilla como primera sede de la Casa de la Contratación durante 214 años no fue casual. Cádiz era prácticamente una ciudad-isla, que entonces estaba demasiado poco desarrollada y, además, era extremadamente insegura por dar al mar. De hecho Cádiz sería atacada repetidas veces: en 1587, 1596, 1625 y 1797. Llegar a Sevilla en barco, sin embargo, era un recorrido a través del Guadalquivir y la ciudad podía guardarse mejor, y tenía mejores comunicaciones por tierra, además de ciertas infraestructuras. La elección de Sevilla como ciudad con monopolio en el comercio con las Indias posibilitó que en torno a 1540 Sevilla desbancara a Amberes como centro financiero de Europa. Sevilla, además, ya desde el siglo XIII era un foco comercial y financiero de gran importancia, que encauzaba los flujos mercantiles que venían del Norte de África, recibiendo parte del oro de Sudán que salía al Mediterráneo, comerciaba con plazas italianas y del Atlántico Norte y disponía de focos financieros que respaldaban ese comercio.
Su primera sede fueron las Atarazanas Reales de Sevilla, pero como era un lugar expuesto a las arriadas y dañino para las mercancías, pronto fue trasladada a las dependencias del Real Alcázar, donde quedó instalada, al oeste del palacio de Pedro I, en la zona denominada de los Almirantes, local "sano y alegre", con buen patio y una puerta orientada hacia el río. Entre 1503 y 1506 se derribó la parte del cuarto del Almirante y se volvió a levantar, con una fachada principal hacia el río. Posteriormente se construyeron almacenes y casas en la zona de la actual plaza de la Contratación. 
La primera fase de las obras, que tuvo lugar entre 1503 y 1506, fue realizada por el maestro mayor de obras y carpintería del Alcázar Juan de Limpias, y se creó una portada de piedra labrada por Alonso Rozas, maestro mayor de la catedral.

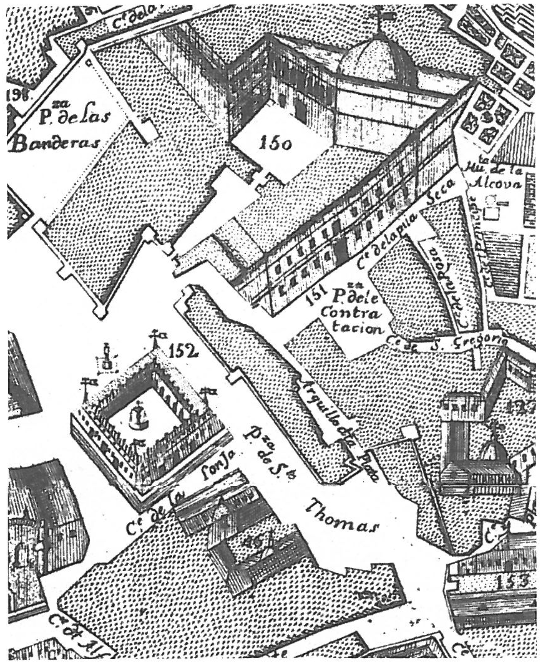
Detalle de un plano de Sevilla de 1771 mandado a realizar por el asistente de la ciudad, Pablo de Olavide, en el que se muestra el entorno urbano de donde estuvo la Casa de la Contratación.

Cuando se realizó la obra la Corona pidió que se realizara una edificación simple, sin gran suntuosidad, porque ya daría tiempo de ampliarla o mejorarla en el futuro. Tras la primera fase hubo una segunda, entre 1506 y 1515 donde se creó una segunda planta y se ampliaron las instalaciones hacia una zona que era conocida como cuarto de los Cuatro Palacios. En 1553 se amplió la superficie disponible comprando un edificio contiguo llamado Hospital de Santa Isabel.

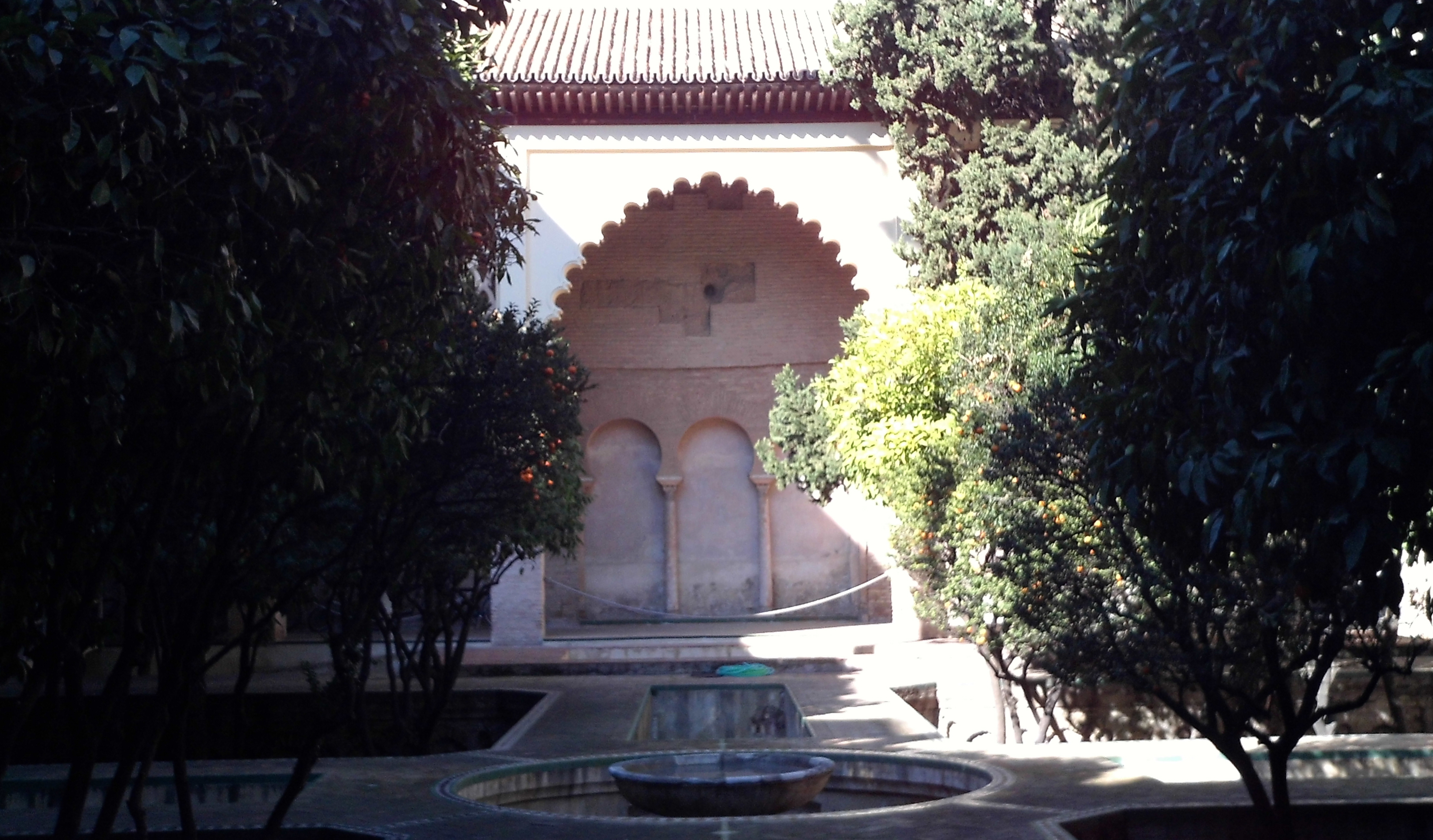
Patio de la Casa de la Contratación.

Lo cierto es que, desde el comienzo, el edificio se quedó pequeño, y aunque la instalación completa tenía una extensión de 600 metros cuadrados, Américo Vespucio, cuando fue nombrado piloto mayor en 1508, tuvo que dar clases en su domicilio particular y cuando se creó en la institución la cátedra de Cosmografía tuvo que asignarse como aula la capilla.
Además, existió otra razón para llevar la Casa al Alcázar. Hasta entonces el cuarto del Almirante había albergado una institución de gran tradición histórica en la Andalucía bajomedieval: el Almirantazgo de Castilla y su Tribunal, establecido en Sevilla desde el siglo XIII, que tenía competencia jurisdiccional en asuntos marítimos.
Anexo al Alcázar existe un patio almohade que era parte del complejo de la Casa de la Contratación, sin embargo los inmuebles de ese entorno fueron derribados en la segunda mitad del siglo XX y fue levantado un edificio historicista en 1973 que respetaba el patio y algunas partes de los muros. Se realizaron excavaciones y obras de restauración del patio en 1992. El inmueble ahora sirve de oficinas de la Delegación del Gobierno de la Junta de Andalucía, por lo que no se encuentra abierto al público salvo visitas concertadas. Sin embargo, el cuarto del Almirante y la capilla de la Casa de Contratación, así como el patio de la Montería, sí están dentro del recorrido turístico del Real Alcázar y pueden visitarse.
La entrada al cuarto del Almirante, en el patio de la Montería del Alcázar sevillano, es de los pocos vestigios que quedan de lo que fue la Casa de la Contratación de Sevilla. El cuarto es una habitación rectangular que actualmente alberga varios cuadros en las paredes y que sirve para realizar algunos actos protocolarios.
Como una habitación abierta al cuarto del Almirante se encuentra la sala de Audiencias, que fue reconvertida en capilla de la Casa de la Contratación en 1526. Para adornarla, se colocó una imagen de la Virgen de los Navegantes, que hoy constituye un importante documento gráfico, ya que en una parte del retablo existe un retrato de Colón del siglo XVI. Dicha sala está hoy adornada, además de con el valioso altar, con un techo dorado y unas paredes tapizadas que muestran varios escudos, los de los almirantes de la flota española con el de Cristóbal Colón en el centro. A ambos lados del retablo se encuentran un arcón y una maqueta de un navío.

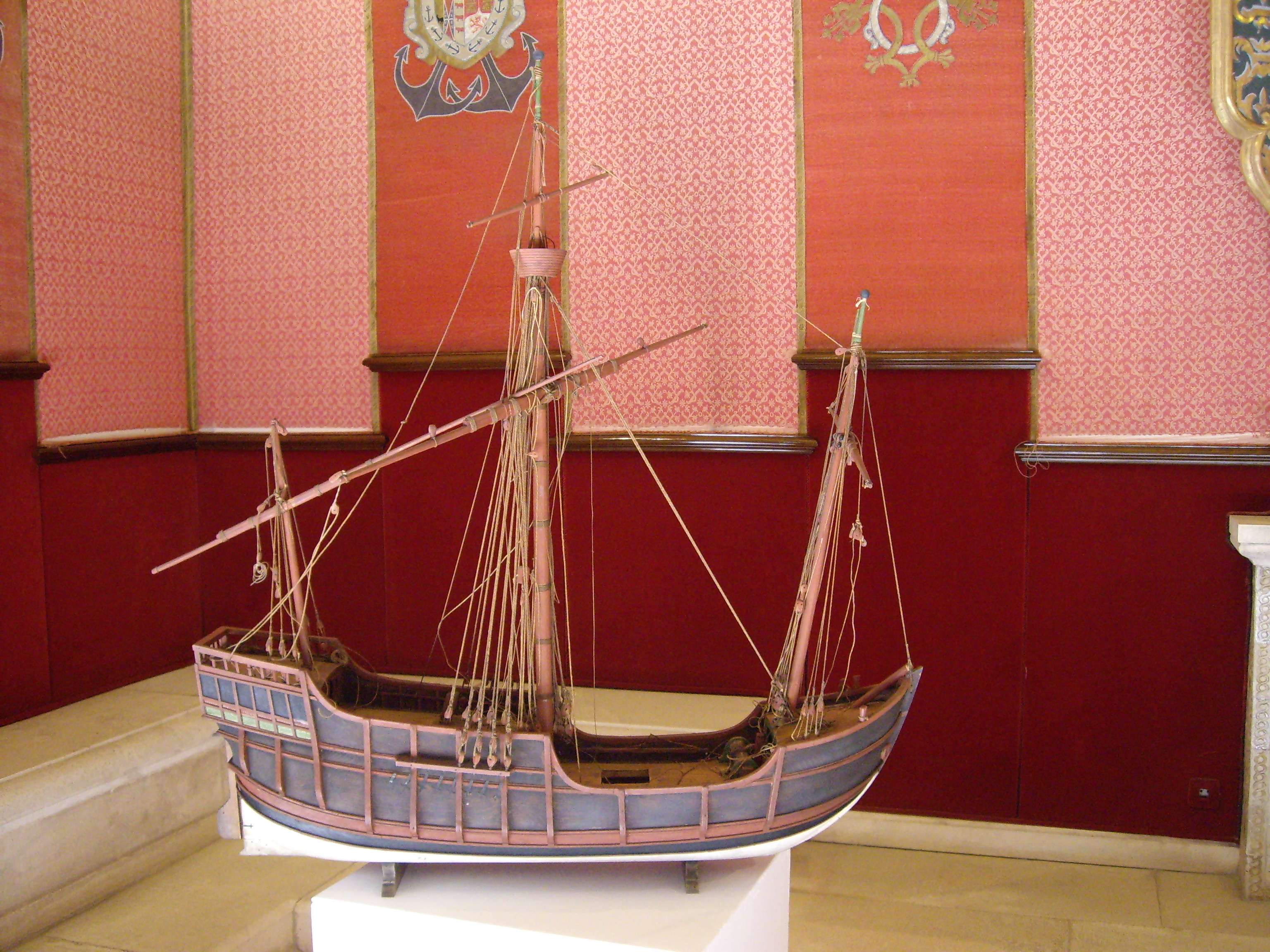
Maqueta de barco
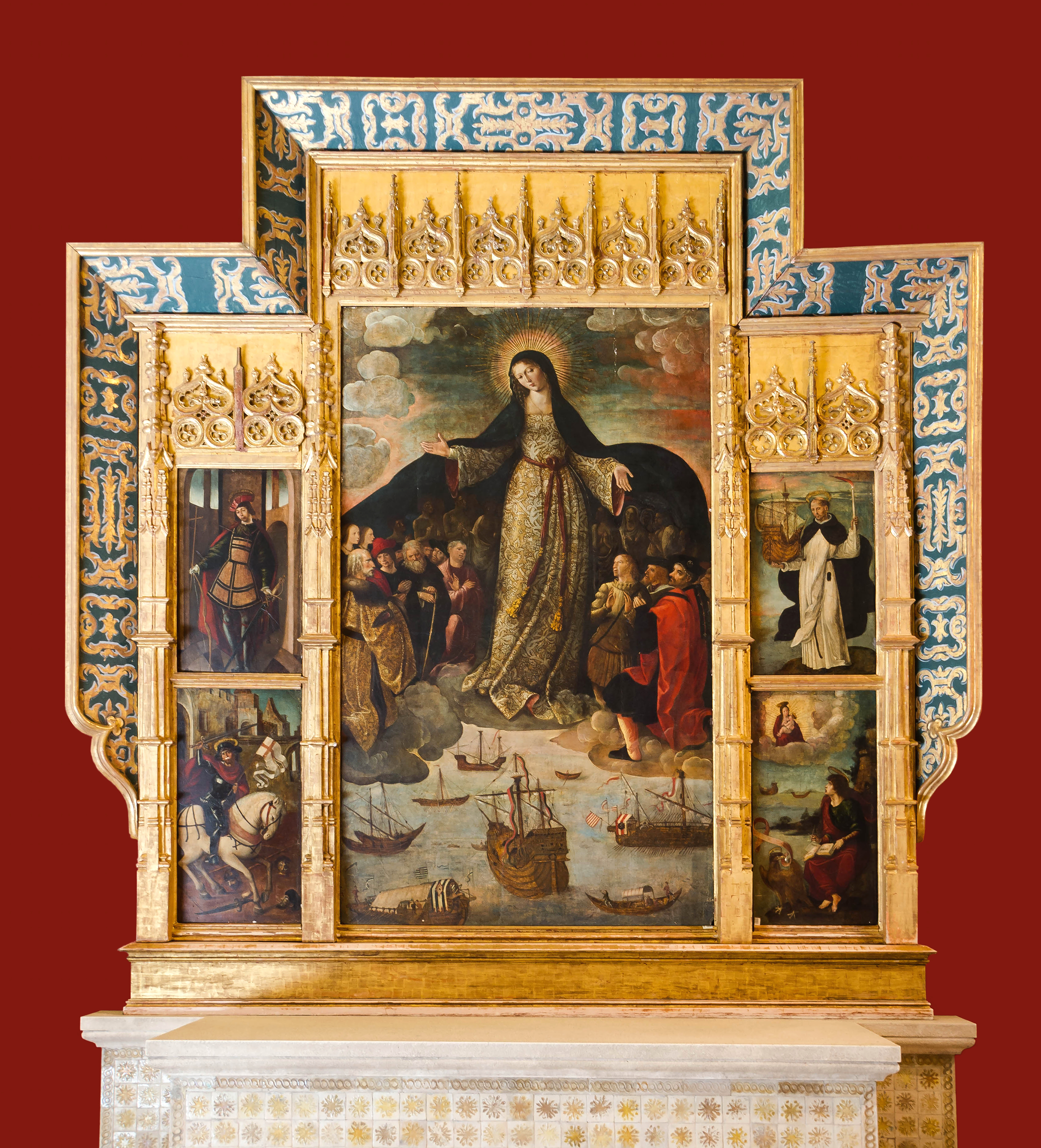
Retablo de la Virgen de los Navegantes
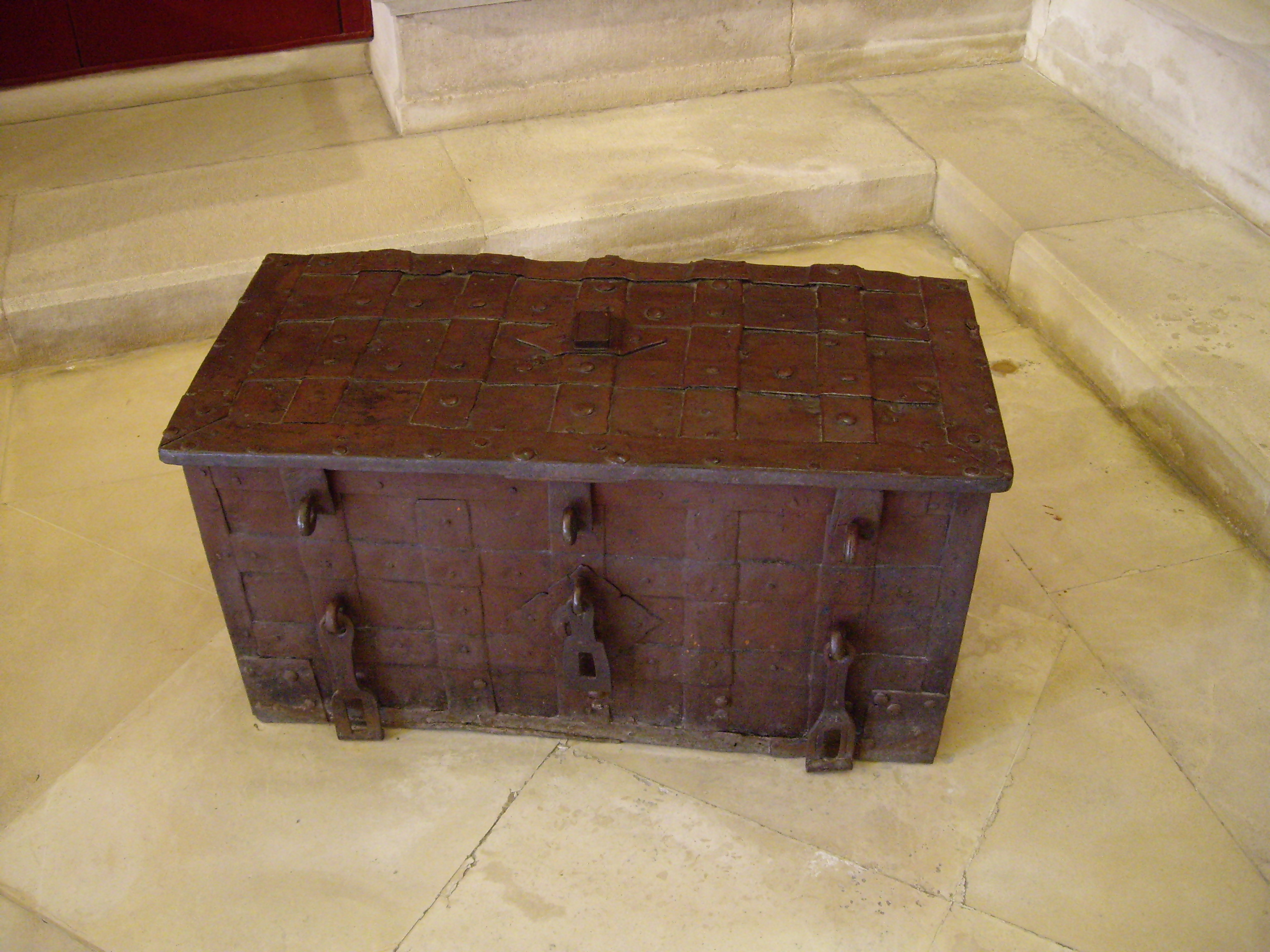
Cofre, situado junto al retablo
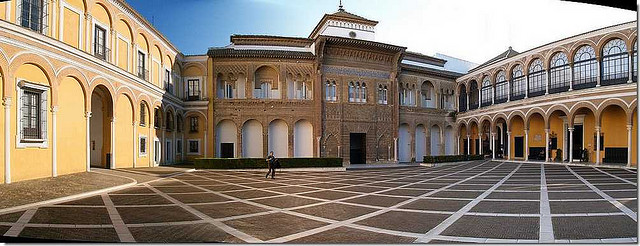
Patio de la Montería.
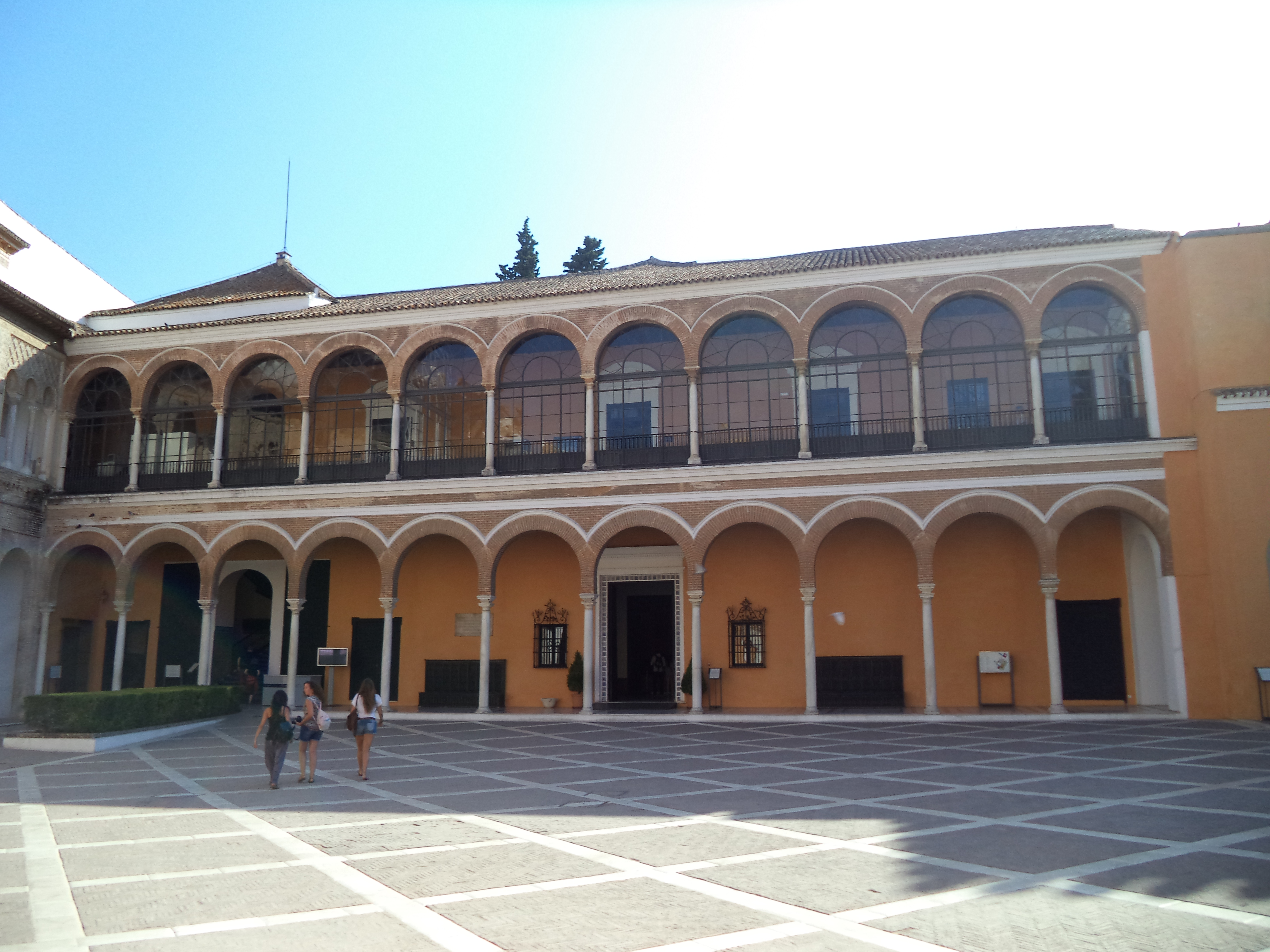
Edificio que formó parte de la Casa de Contratación de Indias, en la parte oeste del patio de la Montería del Alcázar de Sevilla
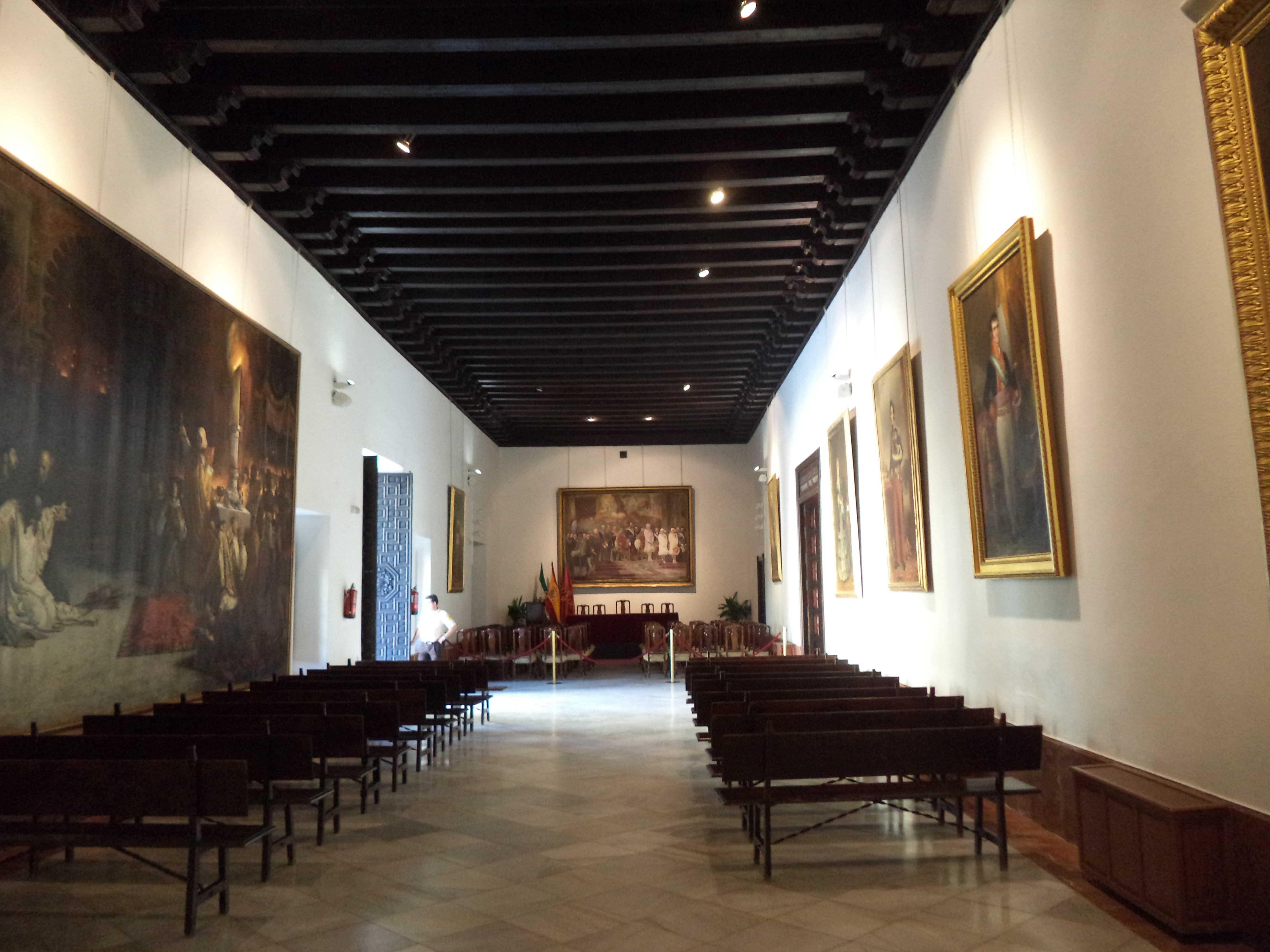
Cuarto del Almirante del Alcázar
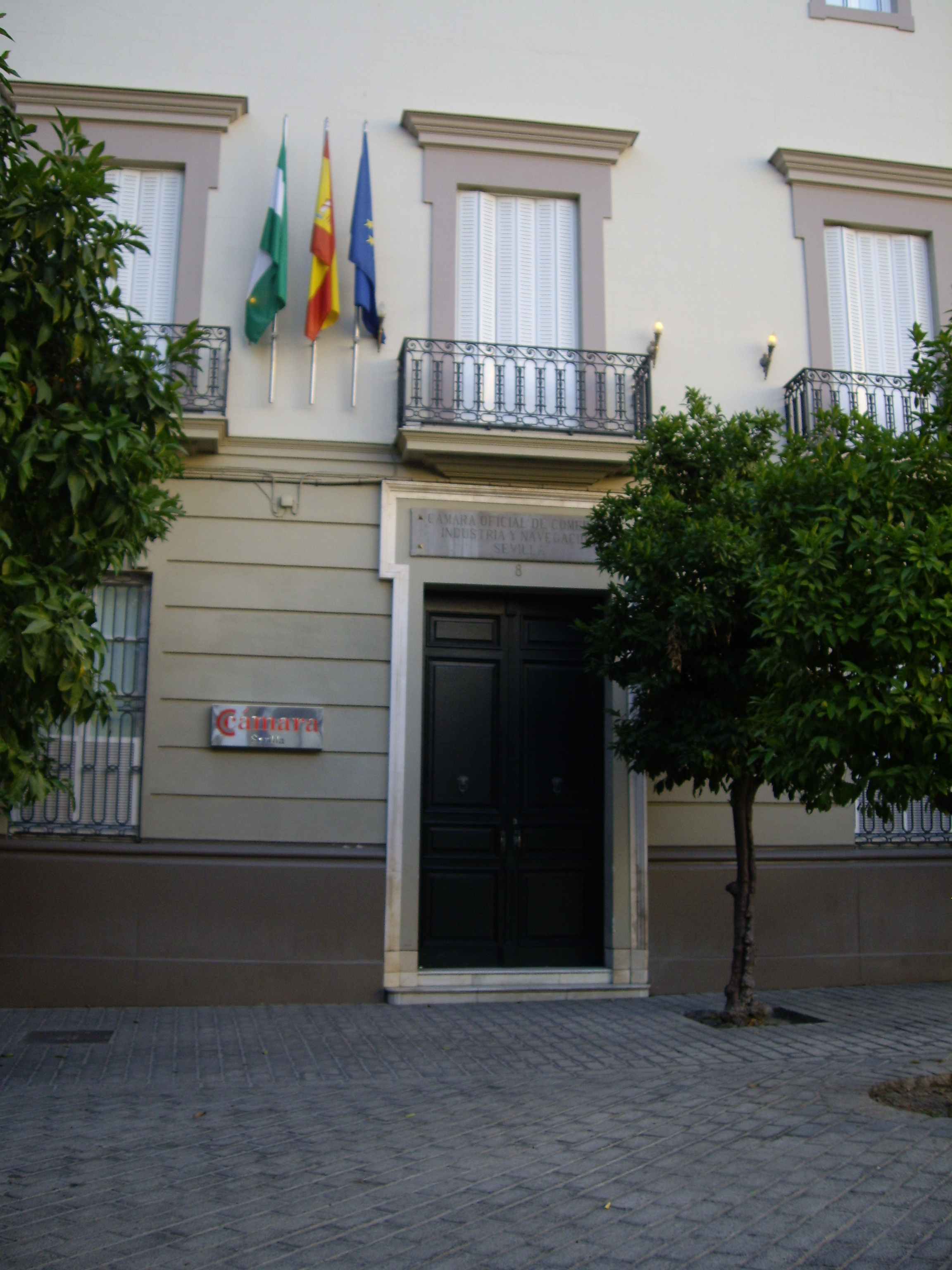
Cámara de Comercio, Industria y Navegación de Sevilla en la plaza de la Contratación
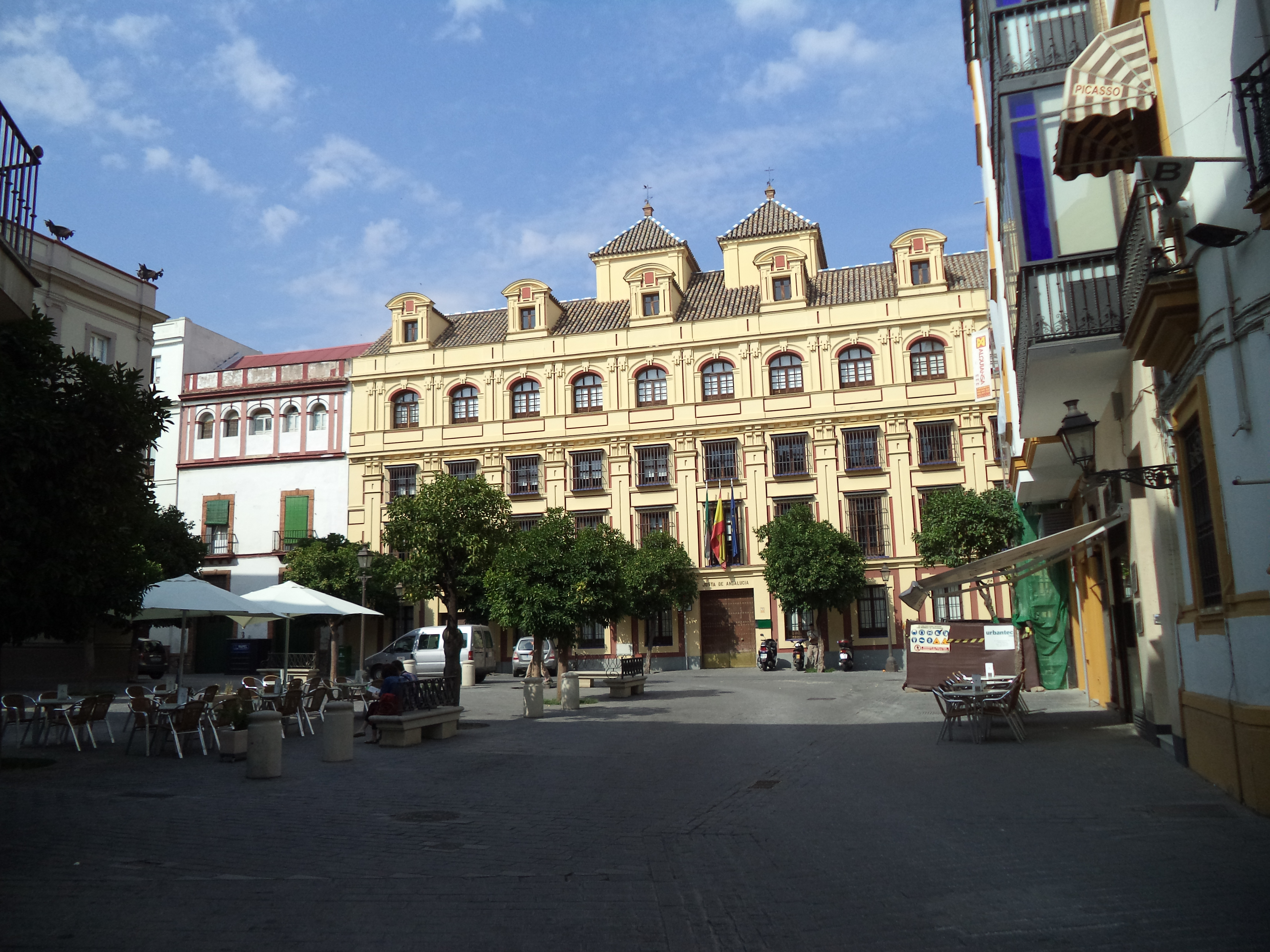
Plaza de la Contratación de Sevilla. Al fondo la sede de la Delegación del Gobierno de la Junta de Andalucía
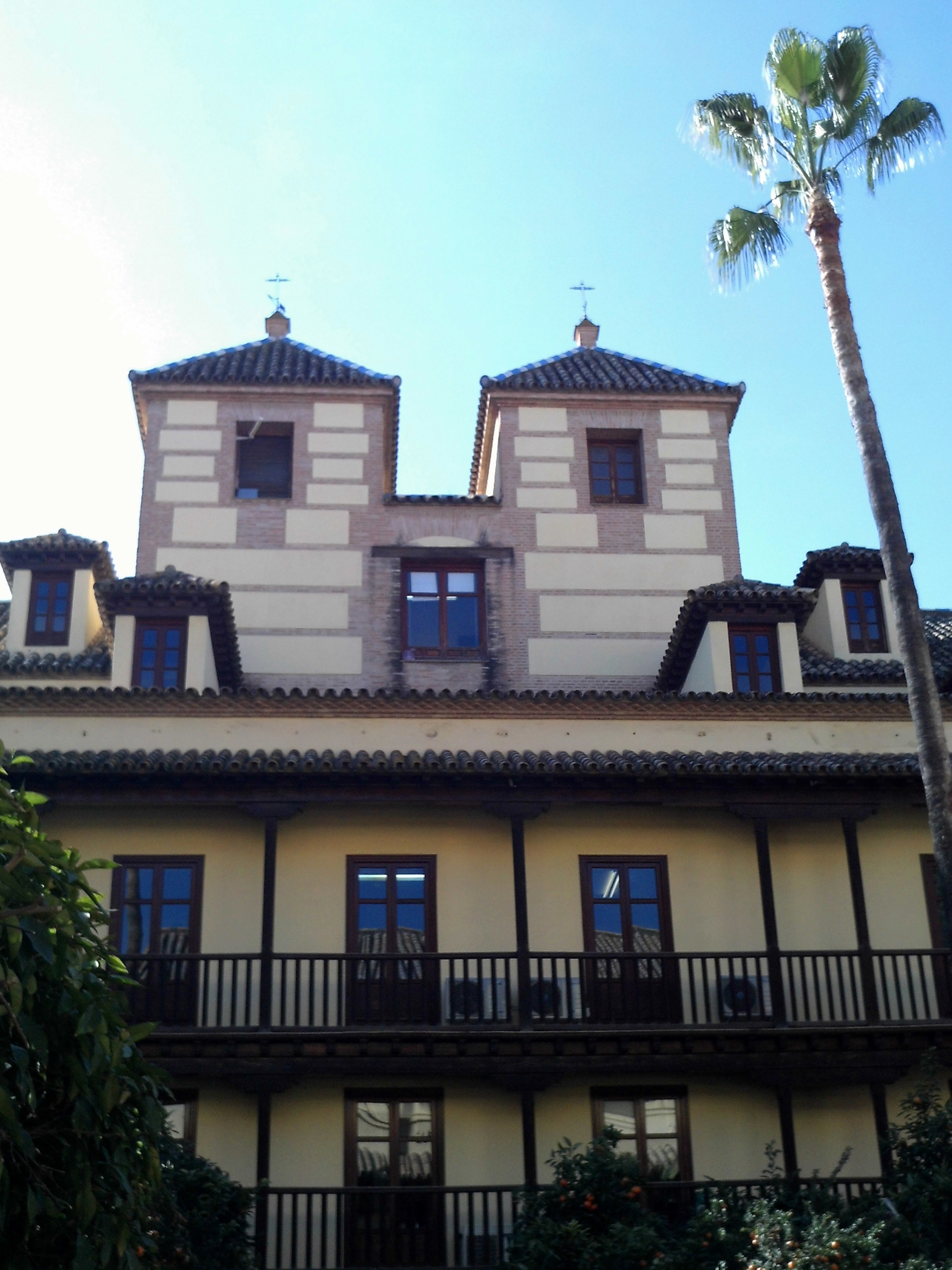
Patio de la Casa de la Contratación.

En 1680 se decidió que los barcos que viniesen de América se pudieran despachar tanto en Cádiz como en Sevilla. La Casa de la Contratación permaneció en el mismo lugar hasta que fue trasladada oficialmente a Cádiz en 1717.
En el siglo XIX el edificio donde tuvo su sede en Sevilla tuvo algunas reformas. En la segunda mitad del siglo XX la fachada principal y las estancias fueron derribadas, construyéndose otras de nueva planta. Solo se conservan en el patio central y parte de algunos de los muros. La plaza en la que se encontraba se llamaba plaza de la Contratación.

### El traslado a Cádiz
El 14 de septiembre de 1519 se promulga una Real Cédula que ordena a los oficiales de la Casa de la Contratación que pusieran a una persona en Cádiz que visitara a los barcos que quisieran ir a Indias, para evitarles remontar el río hasta Sevilla. De 1519 a 1535 residió por ello en Cádiz un visitador de la Casa de la Contratación. A partir de una Real Provisión del 17 de agosto de 1535 se situará en Cádiz a un juez Oficial que actuará junto a los delegados de la Casa de la Contratación hasta 1556 y con exclusividad para la Casa a partir de esa fecha. De 1588 a 1610 se situó en Cádiz a un juez independiente, aunque a partir de 1610, y aunque el juez de Cádiz quiso preservar su independencia, el Consejo de Indias no la renovó.
El traslado de la institución fue caro. La institución se instaló en unas propiedades que pertenecían al conde de Alcudia y en las obras de reparación de esas casas se gastaron más de 20 000 reales. Sin embargo, en 1765 el conde intentó subir el alquiler por el uso de esos inmuebles y, ante la negativa de la Casa, este cesó en el mantenimiento del inmueble. Nunca existió un edificio construido ex profeso para la institución, aunque en 1754 existió un proyecto al respecto. En 1772, como las propiedades del conde ya amenazaban ruina, la Casa se traslada al palacio del marqués de Torresoto.
En el traslado de la Casa de Sevilla a Cádiz hubo importantes cambios en el funcionamiento. Entonces en Sevilla funcionaba con un presidente y dos salas: la Sala de Justicia, formada por tres jueces letrados y un fiscal, y la Sala de Gobierno, formada por los tres jueces oficiales reales (el tesorero, el contador y el factor). Una vez trasladada a Cádiz se suprimirá la Sala de Gobierno y sus competencias pasarán al presidente de la Casa. Además cada sala tenía tres oidores en Sevilla y en Cádiz la Sala de Justicia pasará a tener solamente dos oidores. El primer presidente de la Casa en Cádiz fue José Patiño. Entre 1717 y 1754 el presidente sería también intendente de marina, pero a partir de esa fecha el cargo de intendente de marina pasaría a otra persona. El Intendente de Marina se ocupaba de la inspección de las carenas y el apresto de los navíos y en materia criminal se ocupaba de los casos de indisciplina. Tras la supresión de la Sala de Gobierno y el paso de las competencias al presidente realmente esas competencias pasaron a ser ejercidas por dos oficinas: la de Contadurías y la Depositaria.
El historiador Luis Navarro García dice que los cambios en la Casa de Contratación tras su traslado:

implican una reforma tan radical que sin grave exageración se podría decir que la Casa, durante su permanencia en Cádiz, fue una institución distinta de la que había conocido Sevilla

La Casa estuvo en Cádiz durante 73 años, ya que en 1790 se suprime la institución.

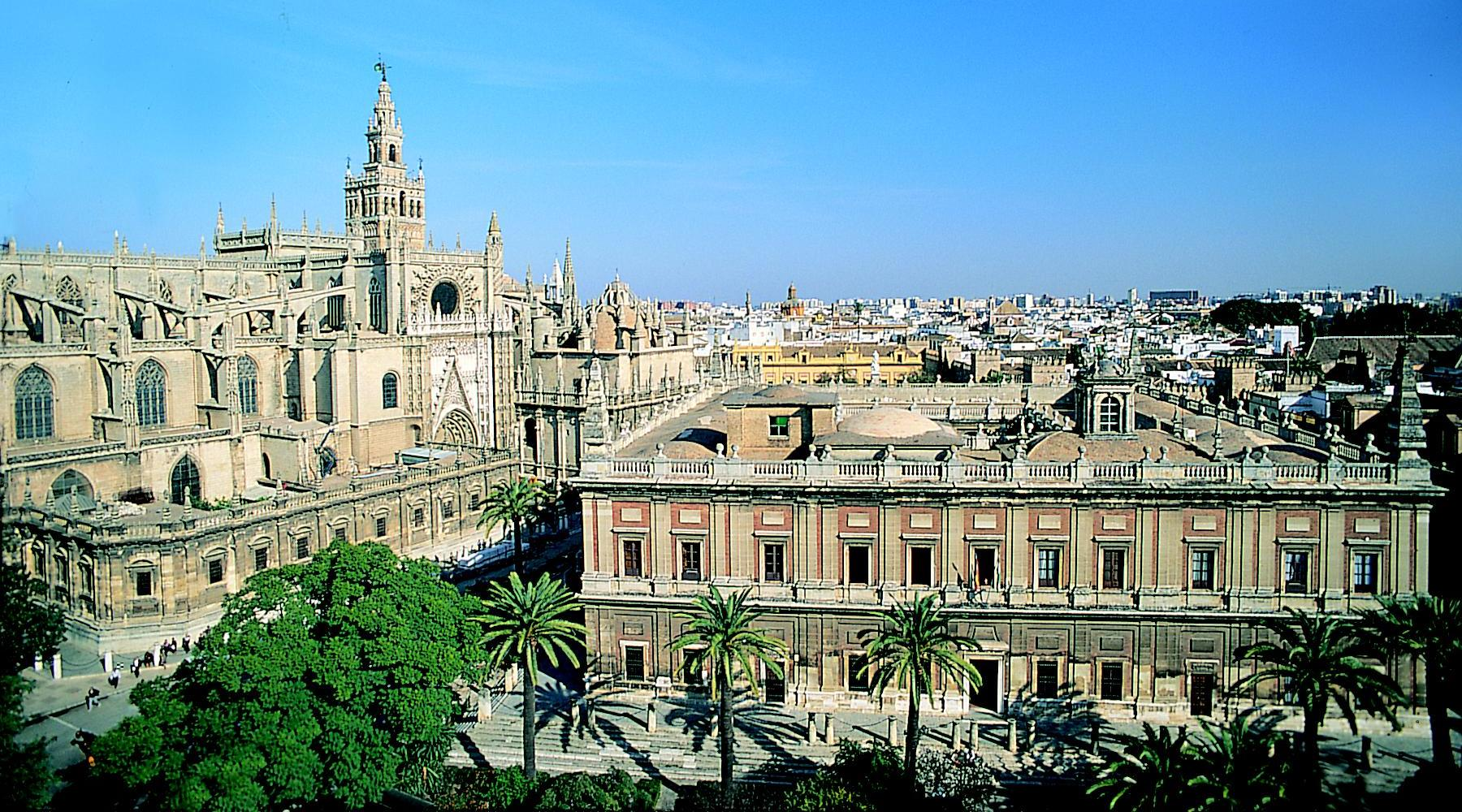
A la izquierda la catedral y a la derecha la Casa Lonja, actualmente Archivo de Indias.

Durante el reinado de Carlos III los reformistas José del Campillo y Jerónimo de Uztariz propusieron medidas liberalizadoras para el comercio americano. En 1765 se autorizaron a las islas del Caribe de Cuba, Santo Domingo, Trinidad y Puerto Rico a comerciar entre sí y con nueve puertos de la península (Cádiz, Sevilla, Málaga, Alicante, Barcelona, Cartagena, Santander, La Coruña y Gijón), además de eliminarse los derechos de palmeo. El decreto de 1765 dejó el sistema de registro de buques para la América meridional y mantuvo el sistema de flotas entre Cádiz y Veracruz para el virreinato de Nueva España. En 1768 la autorización incluyó a Luisiana. En 1770 se concedió este mismo privilegio a Yucatán y Campeche. En 1774 se permitió el comercio entre Nueva España y Guatemala con Nueva Granada y el virreinato del Perú. En 1778, mientras José de Gálvez preparaba el reglamento definitivo, se fueron aprobando una serie de decretos para otorgar el libre comercio a Chile, Perú y el Río de la Plata, y para dar este privilegio a los puertos de Almería, Tortosa, Palma de Mallorca y Santa Cruz de Tenerife, en Canarias. Hasta 1788 se excluyeron de estas medidas a los puertos venezolanos para proteger el monopolio de la Real Compañía Guipuzcoana.
El Reglamento y aranceles reales para el comercio libre de España a Indias de 1778 autorizó al comercio de 13 puertos de España con 27 de América.
Esos trece puertos serían los de Sevilla, Cádiz, Málaga, Almería, Cartagena, Alicante, Alfaques de Tortosa (Tarragona), Barcelona, Santander, Gijón (Asturias), La Coruña, Santa Cruz de la Palma y Santa Cruz de Tenerife.
En América serían los puertos de San Juan de Puerto Rico; Santo Domingo y Monte-Christi en La Española; Santiago de Cuba, Trinidad, Batabanó y La Habana en Cuba; las dos de Margarita y Trinidad; Campeche, en la provincia de Yucatán; el Golfo de Santo Tomás de Castilla, y el Puerto de Omoa en el Reino de Guatemala; Cartagena de Indias, Santa Marta, Río de la Hacha, Portobelo y Chagre en el de Santa Fe, y en Tierra Firme (exceptuando por ahora los de Venezuela, Cumaná, Guayana, y Maracaibo, concedidos a la Real Compañía Guipuzcoana de Caracas sin privilegio exclusivo); Montevideo y Buenos Aires en el Río de la Plata; Valparaíso y de Concepción en Chile; y los de Arica, Callao y Guayaquil en Perú y Costas de la Mar del Sur.

## Consulado de mercaderes

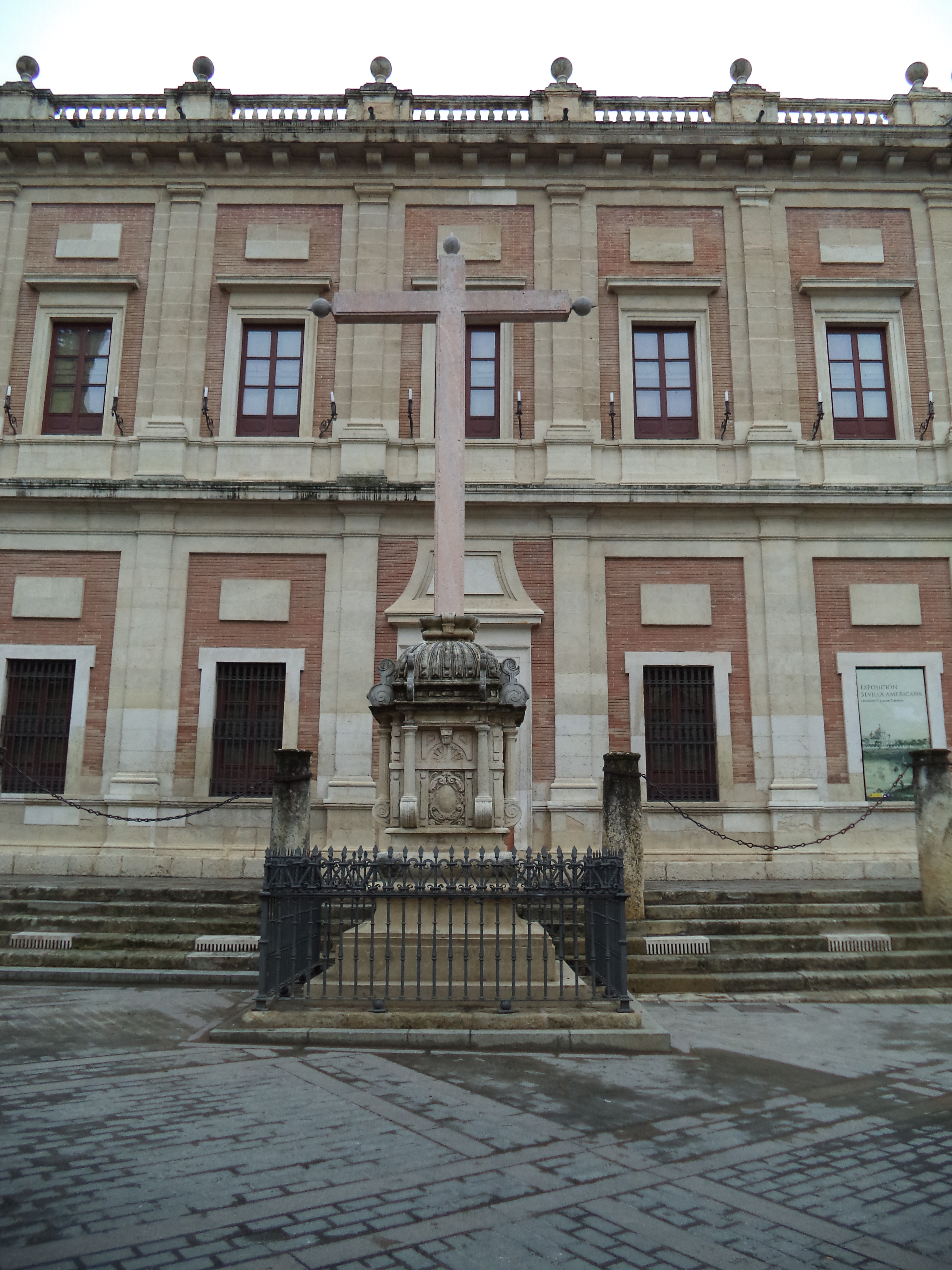
Cruz del Juramento. Obra de Miguel de Zumárraga y colocada en 1609 a la derecha de la puerta principal de la Casa Lonja. Recibe ese nombre por las promesas que hacían los mercaderes del consulado entre sí para ganarse la confianza de otros mercaderes. En 1758 fue trasladada a la parte septentrional del edificio. Está rodeada por una reja de hierro del siglo XVII realizada por Juan Cerbigón.

Los comerciantes desearon tener una organización gremial similar a los consulados y universidades de mercaderes de Burgos y Valencia. En agosto de 1543 se creó en Sevilla el Consulado de Cargadores a Indias, Se dedicó a resolver procesos jurídicos de derecho civil entre los comerciantes. Esta organización resolvía los asuntos jurídicos entre comerciantes de forma más ágil que la propia Casa de Contratación. Los miembros debían pagar una cuota de 1000 ducados.
El Consulado carecía inicialmente de un local propio ya que el que utilizaban era parte de la Casa de Contratación. Por lo general, los tratos se realizaban en las gradas de la catedral, no dudando en usar el templo catedralicio si el tiempo se mostraba desapacible. Para evitar el ingreso de cabalgaduras en el mismo, el Cabildo eclesiástico acordó el 19 de enero de 1565 poner cadenas alrededor de la catedral. Entre 1585 y 1598 se construyó un gran edificio, al sur de la catedral, para que fuera la sede de esta institución y el lugar de trabajo de los mercaderes. El rey encomendó la traza de la edificación a Juan de Herrera, arquitecto que había dirigido pocos años antes la construcción del monasterio de El Escorial. Según Ortiz de Zúñiga:

Habíase puesto en perfección el gran edificio de la Lonja de los Mercaderes entre la Santa Iglesia y el Alcázar Real, que para lustre del comercio mandó hacer el Rey algunos años antes del presente, en el de 1585, a expensas de lo procedido de algunos arbitrios sobre las mismas mercaderías; y este año a 14 de agosto se comenzó a comerciar en ella, dícelo así este letrero sobre su puerta principal:

«El católico y muy alto y poderoso don Felipe segundo, Rey de las Españas, mandó hacer esta Lonja a costa de la Universidad de los Mercaderes, de la cual hizo administradores perpetuos al Prior y Cónsules de la dicha Universidad, comenzándose a negociar en ella en 14 días del mes de agosto de 1598 años».

Trazóla, a imitación de las obras Romanas, Juan de Herrera, Maestro Mayor de las obras del Escorial, sobre planta cuadrada, de iguales y conformes fachadas. Su materia de la cantería de Jerez de la Frontera, piedra que llaman Martelilla [...] Pretendióse en esto apartar de la Santa Iglesia y del ámbito de sus gradas y tránsitos de sus puertas los tratos y negociantes que allí se hacían, y no había bastado a impedirlo toda la autoridad eclesiástica.

El consulado se trasladó a Cádiz en 1717. La institución fue suprimida en 1868 cuando se suprimió la jurisdicción civil independiente.